# Pont de l'île d'Oléron
Le pont de l'île d'Oléron ou viaduc d'Oléron, situé en Charente-Maritime, est un pont reliant, depuis la commune de Bourcefranc-le-Chapus, le continent à l'île d'Oléron, cette dernière étant la plus grande île française de la côte atlantique et la deuxième île du littoral métropolitain après la Corse. Construit par l'entreprise Campenon-Bernard, l'ouvrage est inauguré le 21 juin 1966.
D'une longueur de 2 862 mètres, il est le plus long pont de France jusqu'en 1974, date à laquelle le titre lui est ravi par le pont de Saint-Nazaire.

## Description

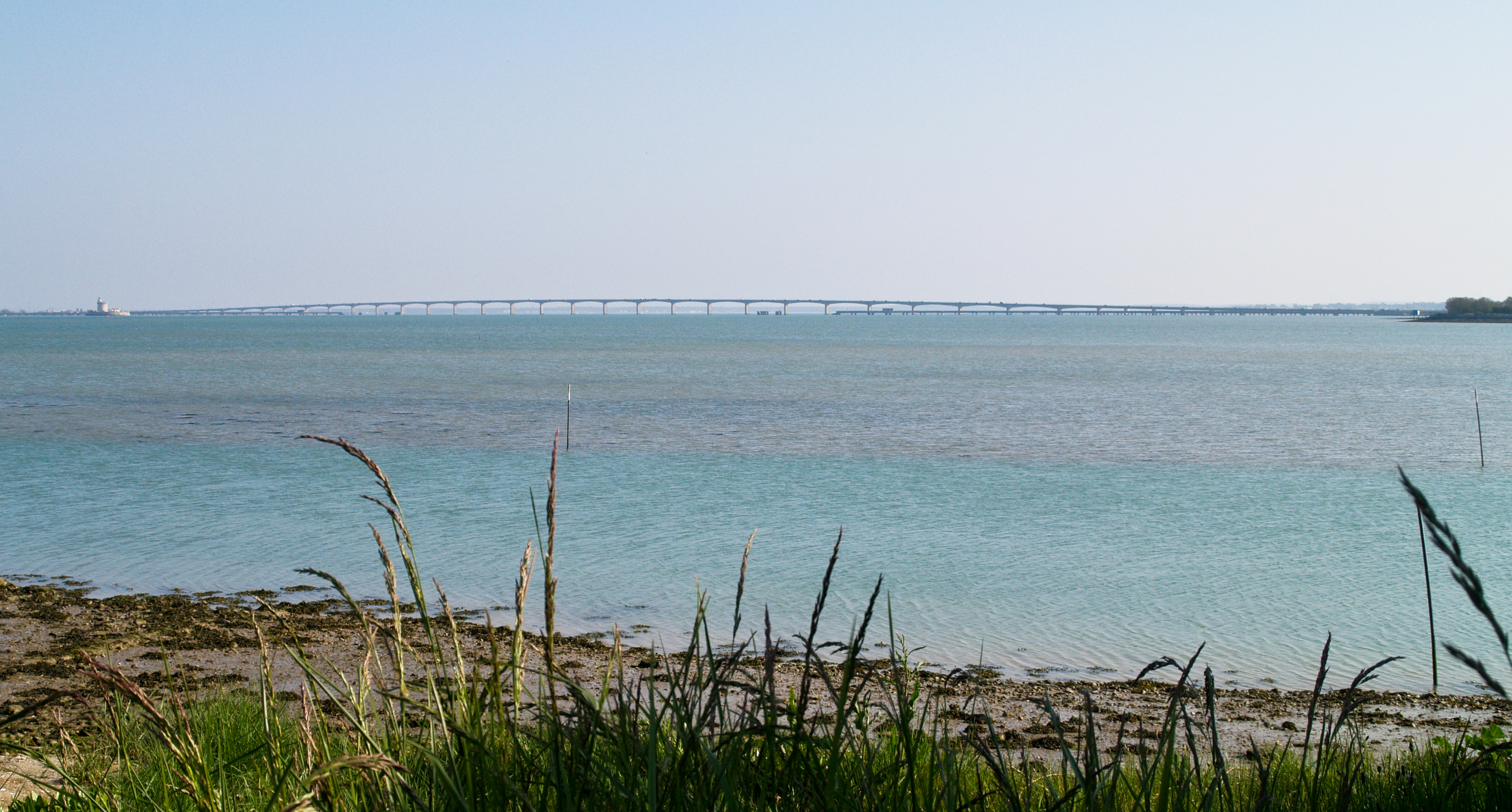
Le pont d'Oléron, vu du Château d'Oléron.

Long de 3 027 mètres (2 862 mètres entre culées, sans les rampes d'accès), le pont-viaduc jette ses 46 travées sur le Coureau d'Oléron, mince détroit qui sépare l'île, entre le lieu-dit Ors (Le Château-d'Oléron) et la pointe du Chapus (Bourcefranc-le-Chapus), sur le continent. Le pont-viaduc d’Oléron transporte dans son tablier creux, formé d'assemblage de Voussoirs qui constituent un tunnel, l'eau potable, grâce à une canalisation de 60 cm de diamètre, une ligne d'alimentation électrique et de nombreux câbles de téléphone et la Fibre pour les liaisons Internet.
Sa conception, un pont à poutres précontraintes, aujourd’hui répandue, est révolutionnaire à l’époque du chantier. Signe des temps et des Trente Glorieuses, dont il constitue l’un des symboles, sa construction est marquée par des grèves pour réclamer davantage de travail, les ouvriers étant payés au nombre d'heures.
Le pont longe les deux estacades d'accostage des anciens bacs situées au Sud, qui assurait autrefois la liaison maritime entre l'île et le continent, et qui sont maintenant interdites au public.

## Histoire
Depuis le Ve siècle av. J.-C. (fin des dernières glaciations), l’île d’Oléron est coupée du continent.
De nombreux projets sont proposés pour la desserte permanente de l'île : tunnel sous-marin emprunté par un tramway à vapeur en 1875 par l'ingénieur Fleury, autre tunnel selon les plans de l'ingénieur Robert en 1882, pont-transbordeur métallique à travée centrale levante avancé en 1911 par Wickersheim (inspiré du pont transbordeur de Rochefort), ouvrage mi-métal mi-béton comprenant un hôtel de plus de 140 mètres de haut et 108 chambres surplombé par un phare visible à 40 km imaginé en 1913, pont en pierre traditionnel en 1931) ; les projets sérieux ou farfelus pour relier l’île au continent se succèdent, butant la plupart du temps sur des obstacles techniques et financiers.
Il faut attendre 1955 pour voir le projet se concrétiser sous l’égide du conseil général de la Charente-Maritime, entériné en 1962 ; après appels d'offres, c’est l'entreprise Campenon-Bernard, qui réalise les travaux qui commencent en 1964 et sont achevés le 19 mars 1966. Le pont est réalisé en voussoirs préfabriqués en béton à joints conjugués collés, posés en encorbellement symétriques de chaque côté d'un d'appui sur piles. Grâce à une poutre de lancement s'appuyant sur les piles, les voussoirs sont préfabriqués à terre et amenés jusqu'aux lieux de poses. Une précontrainte provisoire est mise en place pour maintenir les voussoirs entre eux. Cette méthode originale a été utilisée pour la première fois en France sur le pont de Choisy, entre 1962 et 1965. Cette méthode de construction permis de réaliser une moyenne de 8 ml de pose du tablier par jour.
Un peu oublié depuis la construction du pont de l'île de Ré, à la fin des années 1980, le pont de l'île d'Oléron demeure le troisième pont le plus long de France, le premier étant celui de Saint-Nazaire sur l'estuaire de La Loire.

## La question du péage
Dès sa conception, la route départementale qui dessert l’île est requalifiée en Route Nationale et un péage est instauré. Sur les recours d’un groupe de pression d'utilisateur d’intérêt local, ce péage est aboli de février à juillet 1979, en vertu d'une loi de 1880. En effet, les Routes Nationales doivent être gratuites. Mais, elle retrouve son statut de Route Départementale sous la pression des élus départementaux afin de retrouver le droit de péage. Mais le péage est définitivement abandonné le 2 mars 1991, sa suppression permet un afflux de vacanciers continentaux, l'île ne bénéficiant plus du même moyen de sélection que sa voisine, l'île de Ré. La question de la mise en place d'une écotaxe est alors posée, néanmoins devant les difficultés qu'elle engendrerait, les élus abandonnent cette idée.
Devant l'augmentation du trafic (15 000 véhicules par jour, 30 000 au plus fort de la saison touristique) les élus communautaires adoptent, le 17 décembre 2014 une délibération demandant au Département de la Charente-Maritime, responsable de l'ouvrage, l'instauration d'une écotaxe. Avant de se prononcer, le Département décide de lancer des études pour mieux évaluer les conséquences socio-économiques d'un tel projet. En octobre 2021, la présidente du conseil départemental de Charente-Maritime affirme que la question d'un péage ou d'une écotaxe ne sont « absolument pas d'actualité ».

## Rénovation de l'ouvrage
Des travaux de réfection de l’éclairage, ont été faits en 2003 et 2004 : une rangée de candélabres stylisés et inclinés bordent maintenant chaque côté du tablier.
L’été 2011 marqua le début d'une opération de réhabilitation de l'ouvrage : remise à niveau de l'ensemble de la précontrainte et remplacement de certains câbles, faisant suite au « relâchement » du tablier, causé par la dilatation du béton des voussoirs, entre le dessus formé par la chaussée chauffée par le soleil, et le dessous, refroidi par les courants d'airs entre les piles, le vent et la proximité de l'eau.
Le pont fut également en travaux entre mars et octobre 2017. Ces travaux consistaient à refaire son étanchéité supérieure tout en prévoyant aussi la création de 2 pistes cyclables,.

## En chiffres
- Longueur totale de l'ouvrage: 2 862 m ;
- Portées principales : 4 x 80 m ;
- Longueur des travées : 28,75 m ; 7 x 39,50 m -; 59,25 m ; 26 x 79 m ; 59,25 m ; 9 x 39,5 m - 28,75 m ;
- 45 piles de section rectangulaire ;
- Nombre de voussoirs : 860 ;
- Poids des voussoirs : de 42 à 73 t suivant leurs longueurs;
- Hauteur du tablier creux (voussoirs): de 2,50 à 4,50 m ;
- Largeur hors tout : 10,60 m ;
- Tirant d’air au-dessus des plus hautes eaux : 23 m travée principale ;
- Chaussées : largeur 7 m plus 2 pistes cyclables et 2 trottoirs latéraux;
- Quantités matériaux : 24 900 m3 de béton, 2 700 t d'acier ;
- Coût : 45 millions d'euros (39 000 000 francs de 1965) ;
- Constructeur: entreprise Campenon-Bernard ;
- 160 ouvriers, 25 mois de travaux ;
- Achèvement le 19 mars 1966 ;
- Inauguration le 21 juin 1966.

## Galerie

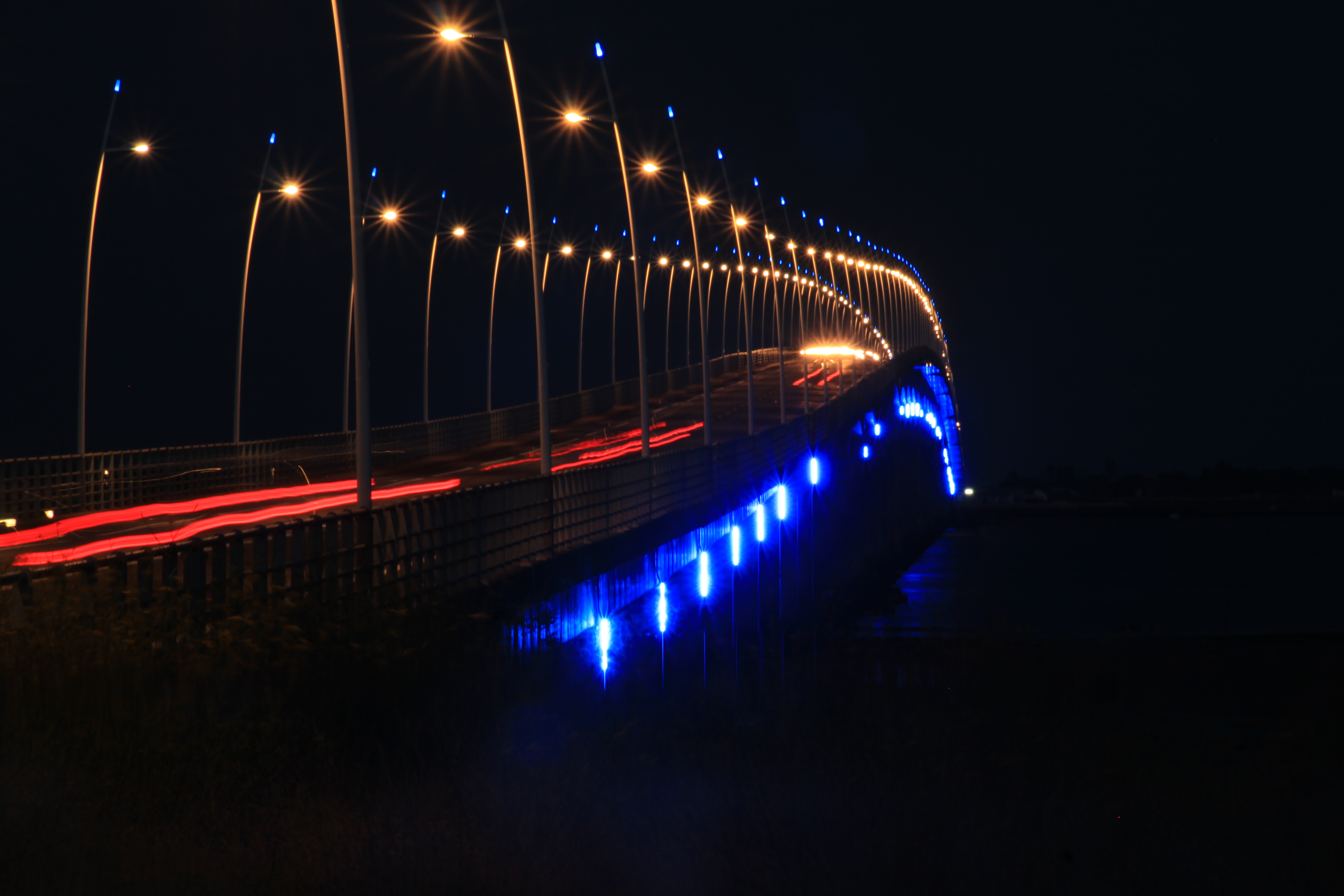
Viaduc vu de nuit.
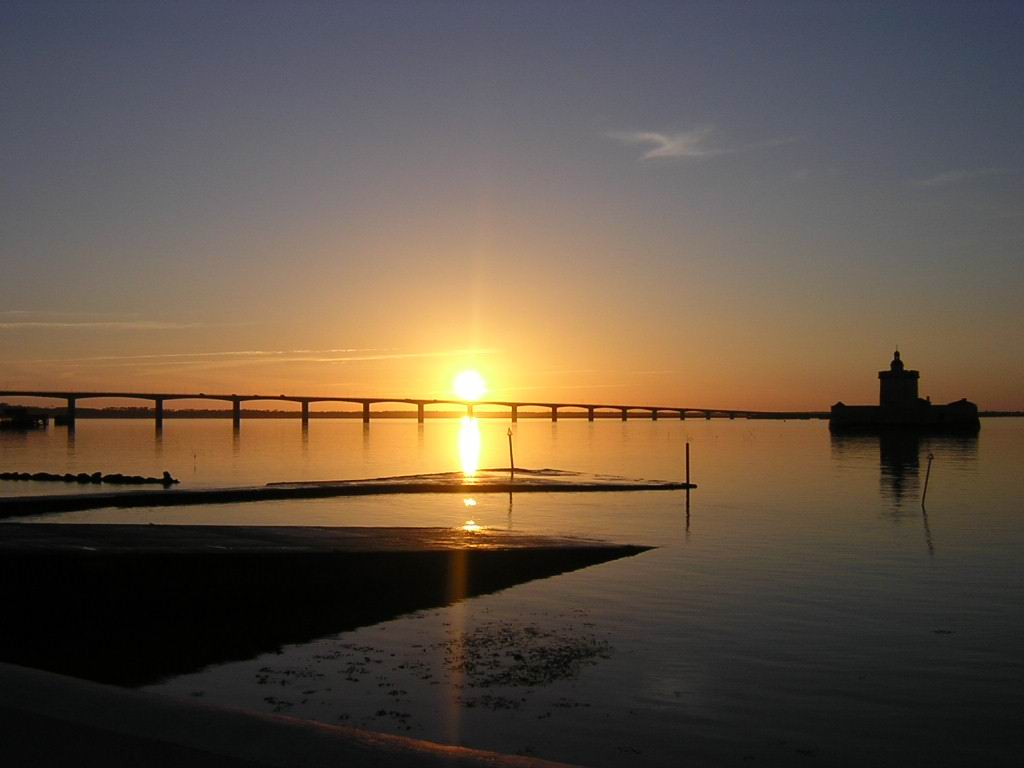
Coucher de soleil sur le pont au solstice d'hiver. À droite, le fort Louvois
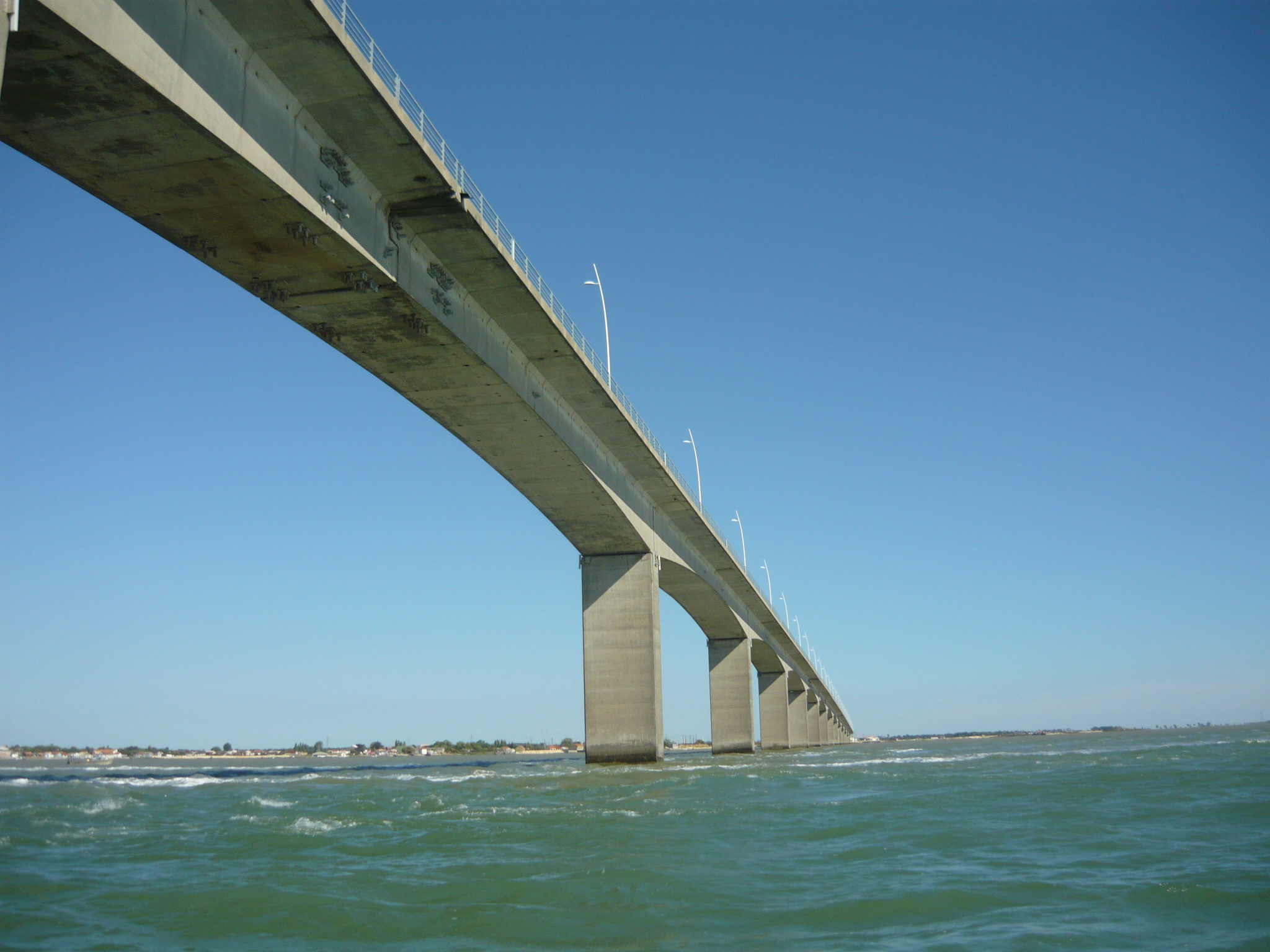
Une des travées et alignements de piles.